# Eusarca metrocamparia
Eusarca metrocamparia är en fjärilsart som beskrevs av Achille Guenée 1858. Eusarca metrocamparia ingår i släktet Eusarca och familjen mätare. Inga underarter finns listade i Catalogue of Life.